# Jezioro Leśne (województwo wielkopolskie)

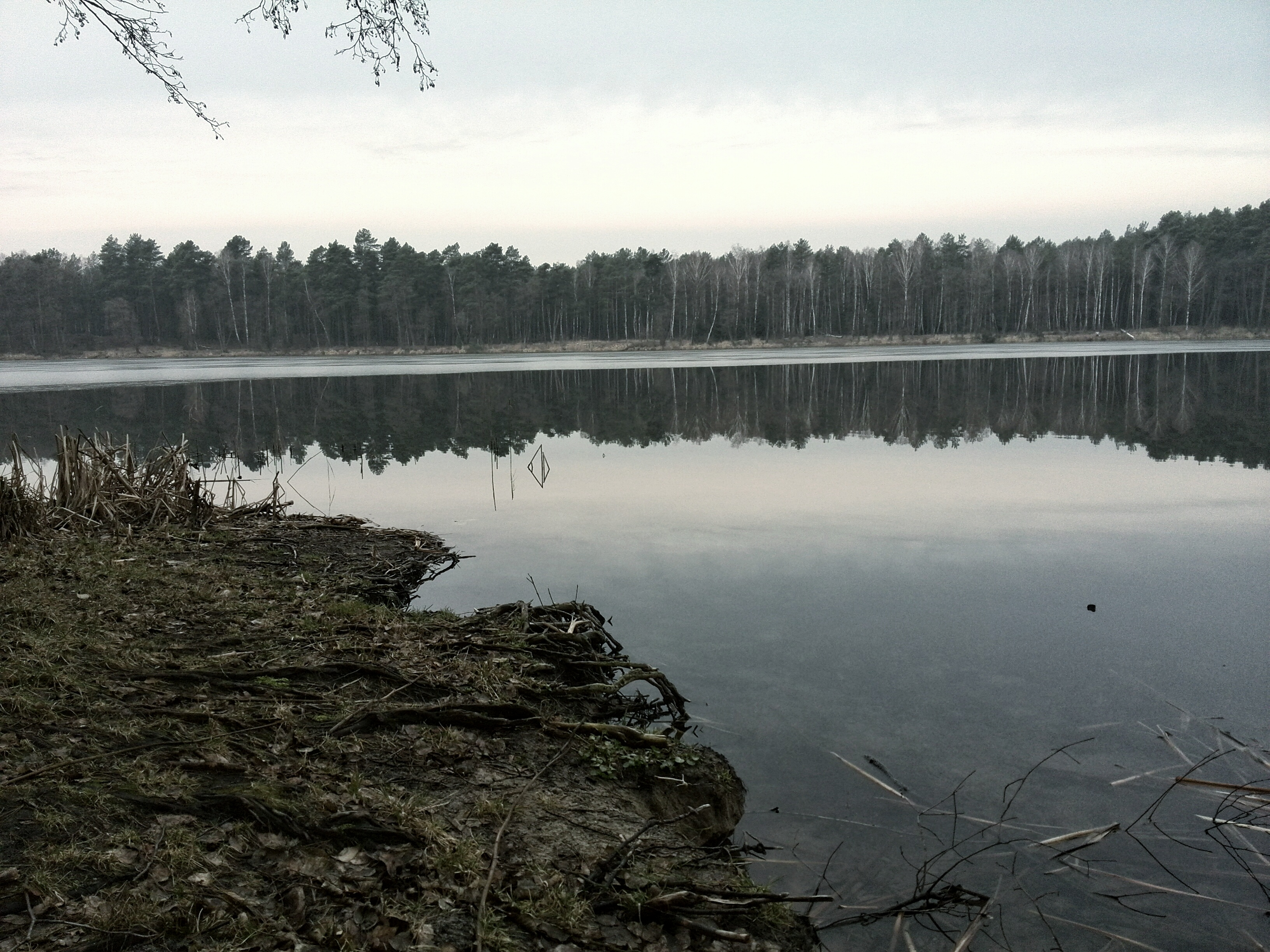
Jezioro Leśne w województwie wielkopolskim ok. godz. 9

Jezioro Leśne – jezioro w woj. wielkopolskim, w pow. czarnkowsko-trzcianeckim, w gminie Trzcianka, leżące w Dolinie Środkowej Noteci.
Według urzędowego wykazu opracowanego przez Komisję Nazw Miejscowości i Obiektów Fizjograficznych nazwa tego jeziora to Jezioro Leśne. W publikacjach i na mapach topograficznych pojawia nazwa Jezioro Stobieńskie. Potocznie jezioro to nazywa się także Stobnem, od nazwy wsi Stobno odległej o ok. 3 km.
Powierzchnia zwierciadła wody według różnych źródeł wynosi od 11,0 do 12,97
ha.
Zwierciadło wody położone jest na wysokości 66,2 m n.p.m.
Objętość wody w zbiorniku wynosi 983,8 tys. m³. Maksymalna głębokość jeziora sięga 13,7 m, a średnia głębokość jest na poziomie 7,6 m.
Jezioro leży przy drodze wojewódzkiej nr 180 położone jest ok. 4 km na południowy zachód od centrum Piły.
Przez całe wschodnie i część południowego brzegu jeziora ciągnie się niestrzeżona plaża. Na południowym krańcu jeziora znajduje się parking leśny z sezonowo czynnym barem.
Jest to bezodpływowe rynnowe jezioro polodowcowe, o typowym dla tych jezior wydłużonym kształcie i stromych brzegach porośniętych lasem.